# Франко Фраттіні
Франко Фраттіні (італ. Franco Frattini; 14 березня 1957, Рим, Італія — 24 грудня 2022) — італійський державний і політичний діяч, прокурор, дипломат.

## Біографія
У 1979 отримав вищу юридичну освіту.
З 1981 — державний прокурор.
З 1984 — адвокат держави при Генеральній адвокатурі держави.
З 1984 по 1986 — магістрат Регіонального адміністративного трибуналу П'ємонту.
З 1986 — державний радник.
З 1986 — юридичний радник міністра фінансів Італії.
З 1990 по 1991 — юридичний радник заступника Голови Ради Міністрів Італії.
З 1992 — юридичний радник Голови Ради Міністрів Італії.
З 1993 по 1994 — заступник Генерального секретаря Президії Ради Міністрів Італії.
З 1994 по 1995 — Генеральний секретар Президії Ради Міністрів Італії.
З 1995 по 1996 — Міністр з питань державного управління і регіональних питань.
З 1996 по 2004 — депутат Палати депутатів Парламенту Італії.
З 1996 по 2004 — голова парламентського комітету з питань розвідки, безпеки і державної таємниці.
З 1997 по 2000 — Комунальний радник італійської столиці міста Рима.
З 2001 по 2002 — Міністр з питань державного управління і координації служб розвідки і безпеки.
З 2002 по 2004 — Міністр закордонних справ Італії.
З 2004 по 2008 — заступник Голови Європейської комісії і Єврокомісар з питань юстиції, свободи і безпеки.
З 2008 по 2011 — Міністр закордонних справ Італії.